# Hanns Jess
Hanns Jess (* 5. Juli 1887 in Lüneburg; † 3. Februar 1975 in Schloßborn/Taunus) war von 1952 bis 1954 Direktor des Bundeskriminalamtes und vom 23. Juli 1954 bis zum 31. Juli 1955 Präsident des Bundesamts für Verfassungsschutz.

## Leben und Wirken
Jess wuchs in Marburg auf und studierte nach dem Abitur 1907 Rechts- und Staatswissenschaften in Bonn und Marburg, wo er 1910 das erste juristische Staatsexamen ablegte. Er wurde 1907 Mitglied der Burschenschaft Alemannia Bonn. Nach Ernennung zum Referendar war er in Wetter (Hessen), Marburg, Köln und Kassel tätig, bevor er 1914 die zweite juristische Staatsprüfung ablegte. Während seines Referendariats promovierte Jess zum Dr. jur.
Er wurde unmittelbar nach seiner Promotion zum Kriegsdienst an die Westfront eingezogen. Während des Krieges wurde ihm das Eiserne Kreuz I. und II. Klasse verliehen, bevor er Ende 1918 als Leutnant der Reserve aus dem Militär entlassen wurde. Von 1919 bis 1923 war er Stadtrat und ab Oktober 1919 Chef der Stadtpolizei Schwerin, bevor er 1923 in das mecklenburgische Innenministerium wechselte, wo der als Ministerialrat für Polizeiangelegenheiten zuständig war. In dieser Funktion war er gleichzeitig von 1931 bis 1933 Leiter des Landeskriminalamtes.
Als die NSDAP 1933 in Mecklenburg die Regierung übernahm, wurde Jess – als Mitglied der Deutschen Volkspartei – als Leiter des Landeskriminalamtes abgelöst und in das Sozial- und Verkehrsressort umgesetzt. Da er zu Kriegsbeginn zu alt für den Militärdienst war, bearbeitete Jess während des Krieges Kriegssachschäden in der Landesverwaltung.
Nach Kriegsende wurde Jess im Mai 1945 auf Vorschlag von Carl Moltmann und Friedrich Stratmann durch die amerikanischen Besatzungstruppen als Leiter der verbliebenen Landesverwaltung in Schwerin eingesetzt, von den Briten im Mai entlassen, unter Arrest gestellt und am 18. Juni 1945 erneut mit der Verwaltungsleitung beauftragt und zum Staatsminister ernannt. Wenige Tage später wurde er durch Reinhold Lobedanz ersetzt. Nach der vollständigen Übernahme Mecklenburgs durch die sowjetische Besatzungsmacht (SMAD) im Juli 1945 wurde er Leiter der zentralen Personalabteilung der Landesverwaltung unter Präsident Wilhelm Höcker, danach Präsident der Reichsbahndirektion Schwerin. Jess war 1945 Mitbegründer der CDU in der Sowjetischen Besatzungszone.
Er flüchtete 1948 mit seiner Frau nach Westdeutschland und wurde 1949 Polizeivizepräsident in Frankfurt am Main. Nach der Verhaftung des Polizeipräsidenten Willy Klapproth übernahm er kommissarisch die Tätigkeit des Polizeipräsidenten, bis er am 24. März 1952 zum Präsidenten des Bundeskriminalamtes in Wiesbaden ernannt wurde. Am 20. Juli 1954 ging der damalige Präsident des Bundesamts für Verfassungsschutz Otto John in die DDR, weshalb Jess ab dem 23. Juli 1954 die kommissarische Leitung des Bundesamts für Verfassungsschutz übernahm. Am 31. Juli 1955 trat Jess in den Ruhestand.
Von 1956 bis 1964 war er Mitglied der Frankfurter Stadtverordnetenversammlung und von 1960 bis 1962 Vorsitzender der CDU-Fraktion.
Anlässlich seiner Pensionierung wurde Jess das Große Bundesverdienstkreuz der Bundesrepublik verliehen. Im Jahr 1962 erhielt er die Ehrenplakette der Stadt Frankfurt am Main.

## Publikationen
- Die Haftung der Forderung aus der Versicherung für Hypotheken, Grundschulden und Rentenschulden. Koch, Marburg 1912 (Dissertation)